# Opel Super 6
Der Opel Super 6 war ein Personenwagen der Adam Opel AG mit wassergekühltem 2,5-Liter-Sechszylinder-Reihenmotor und Hinterradantrieb. Er war Nachfolger des Opel 6 (mit 2-Liter-Sechszylindermotor) und wurde zusammen mit dem damals neuen Opel-Spitzenmodell „Admiral“ im Februar 1937 auf der 27. Internationalen Automobil- und Motorrad-Ausstellung (IAMA) in Berlin vorgestellt und bis November 1938 gebaut.
Die Bauweise mit separatem Fahrgestell machte es möglich, verschiedene Aufbauten herzustellen. Angeboten wurden außer der viertürigen Limousine auch zweitürige Cabriolets und Roadster. Das „Gläser“ Super-6-Cabriolet  mit einer Karosserie der Gläser-Karosserie GmbH in Dresden war das luxuriöse Schmuckstück dieser Reihe.
Nachdem in fast zwei Jahren 46.453 Wagen des „Super 6“ hergestellt worden waren, folgte mit dem gleichen Motor Ende 1938 der Opel Kapitän mit selbsttragender Karosserie.

## Technik
Wie der Vorgänger hatte der Super 6 einen Kastenrahmen mit Kreuztraverse und die Opel-„Synchron-Federung“ mit Dubonnet-Federknie an der Vorderachse und einer hinteren Starrachse an halbelliptischen Blattfedern. Zunächst gab es eine einfache Schneckenlenkung, ab 1938 eine leichtgängige Rollenlenkung (Gemmer-Lenkung). Während der Opel 6 mit 2-Liter-Motor ein unsynchronisiertes Vierganggetriebe hatte, wurde der hubraumstärkere Super 6 mit einem Dreiganggetriebe versehen, das im II. und III. Gang synchronisiert war.
Wie der „Admiral“ (mit 3,6 Litern Hubraum) hatte der Super 6 als erster Opel einen damals neu konstruierten 2,5-Liter-Sechszylindermotor mit OHV-Ventilsteuerung („hängende Ventile“) und stirnradgetriebener seitlicher Nockenwelle, dessen Grundkonstruktion bis 1966 (außer im ab 1962 produzierten „Kadett“) in allen Opel-Modellen verwendet wurde.

## Verschiedenes
Die Höchstgeschwindigkeit betrug 117 km/h; allerdings war von größerer Bedeutung die Dauergeschwindigkeit von 100 km/h, die den Wagen damit als „autobahnfest“ kennzeichnete. Der Scheibenwischer wurde über eine mechanische Kupplung von der Nockenwelle aus angetrieben; dies gab es noch bis 1958 im Opel Rekord P1.
Besondere Beachtung fand der „Super 6“ durch den vergleichsweise niedrigen Preis von 3350 Reichsmark (RM). Das viersitzige Cabrio kostete 4326 RM. Das Spitzenmodell „Admiral“ war erst ab 6500 RM zu haben.

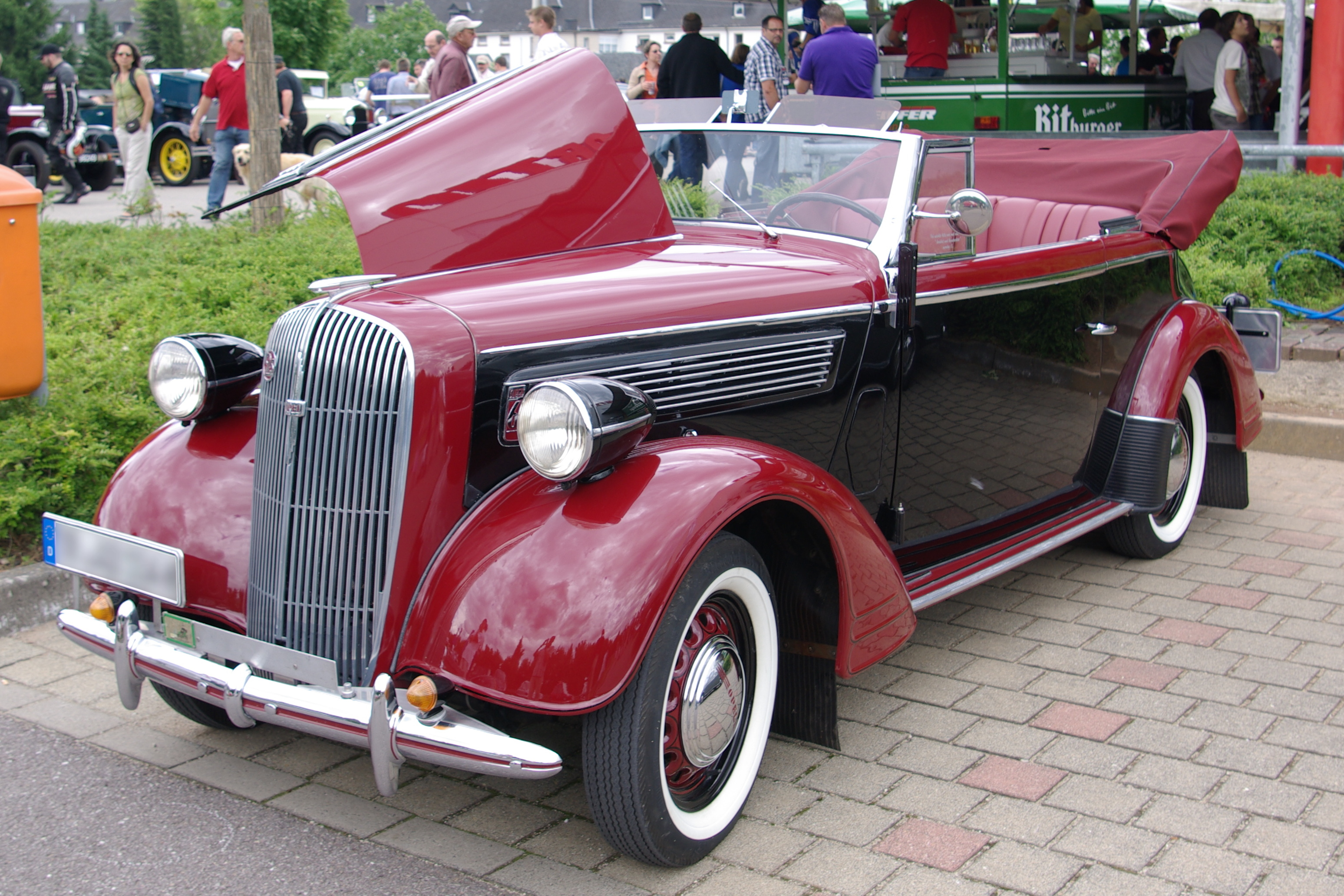
Opel Super 6 Cabriolet (1937)
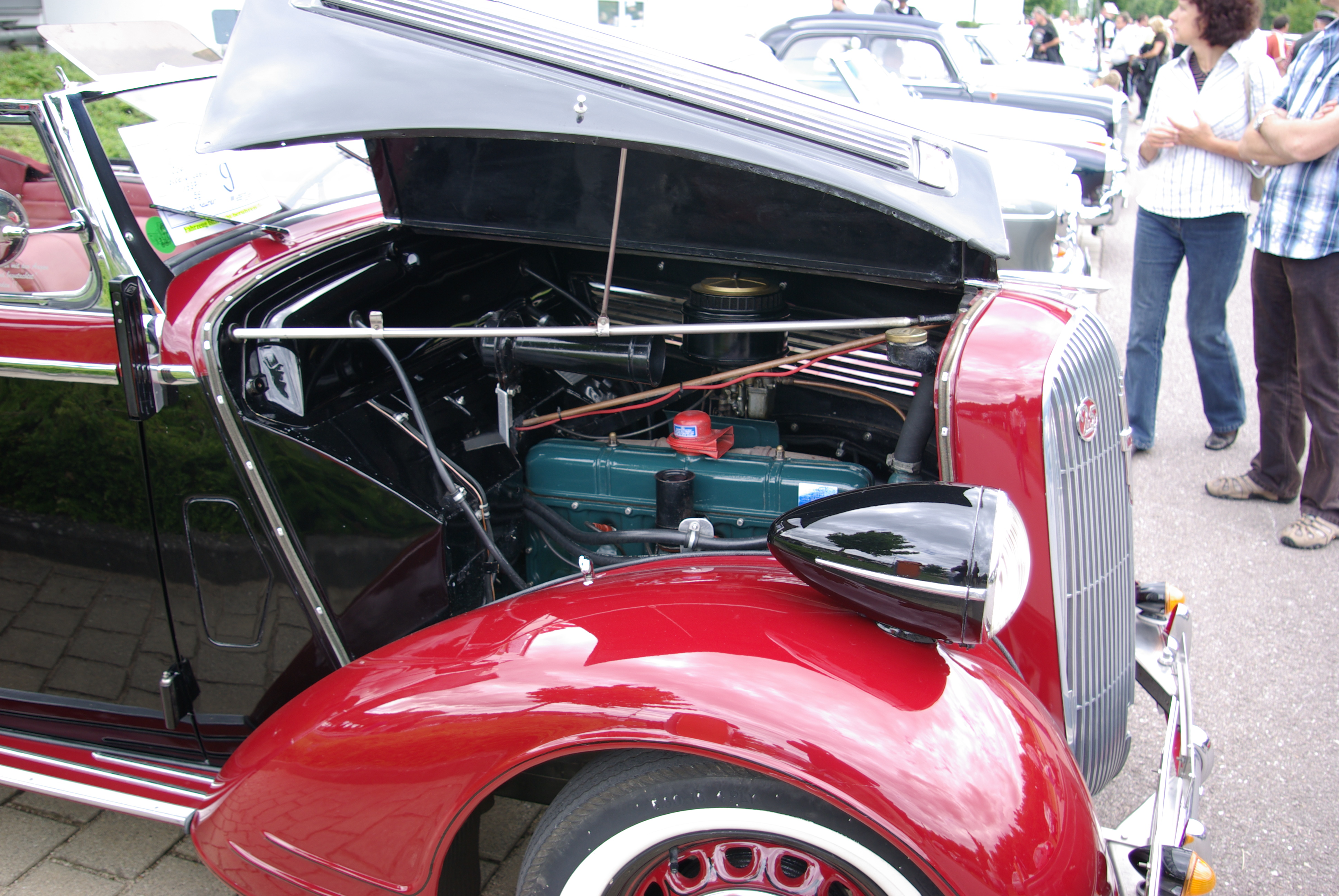
Motor des Super 6 Cabrios
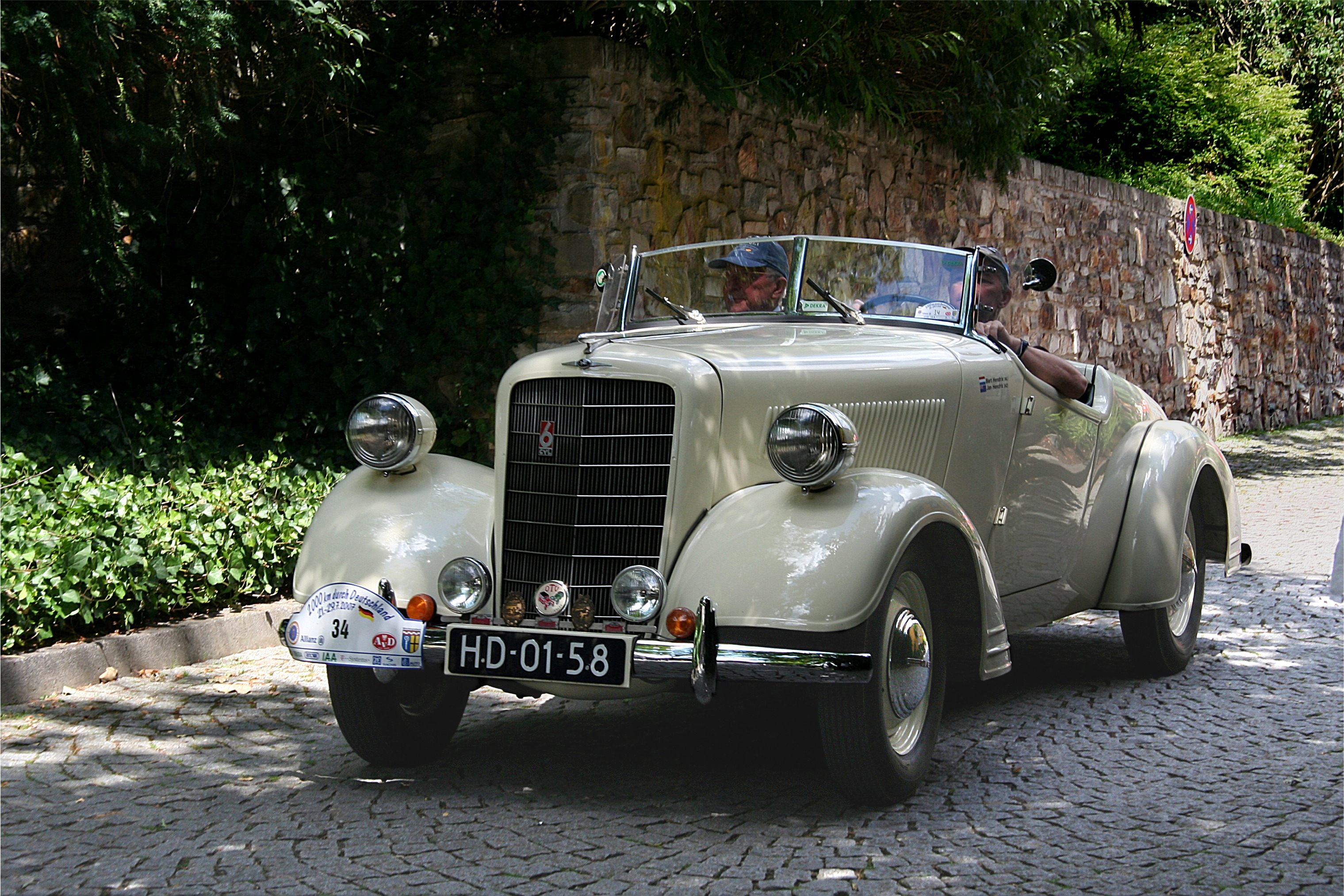
Opel Super 6 mit Roadster-Karosserie von Kühn (Halle/Saale)